# Sant Pere Sacosta
Sant Pere Sacosta és un antic poble del municipi de les Planes d’Hostoles (Garrotxa), situat al sud del cap del municipi.
L'església de Sant Pere, que havia estat parròquia, esdevingué sufragània de la de les Planes. El lloc formà part de la batllia reial d’Hostoles.
El document més antic que parla d’aquesta parròquia és de l’any 1207, que era la parròquia de la zona de la Costa, on tots els masos eren remences.
Els terratrèmols de 1427-1428 provocaren una gran mortaldat i destruïren moltes cases i edificacions, perjudicaren també a l'església de Sant Pere, que pràcticament quedà inservible per al culte, de tal manera que al costat fou preparada una capella de fusta per poder practicar els oficis religiosos. Com que la pesta havia causat grans estralls entre els parroquians i la gent era poca, la reconstrucció fou molt lenta i parcial. Unes de les modificacions més tardanes van ser: noves campanes (1604), capella del Roser (1683), porta nova (1762).
A finals del segle xix encara s’hi deia missa i s’hi podia observar la pica de batejar, el retaule de l’altar major que corresponia a una pintura d’un gòtic alemany i un quadre central representant a Sant Pere. L’any 1987 va ser millorada i consolidada per un grup de les Planes d’Hostoles.